# Kharimkotan
Kharimkotan (russe : Харимкотан) est une île volcanique des îles Kouriles culminant à 1 157 m.